# César Franck
César-Auguste-Jean-Guillaume-Hubert Franck (1822-1890) là nhà soạn nhạc người Pháp gốc Bỉ. Ông là một trong những người có ảnh hưởng tới âm nhạc Pháp thế kỷ XIX. Với tài năng sư phạm của mình, César Franck đã đào tạo ra nhiều học trò xuất sắc như Vincent d'Indy, Ernest Chausson, Claude Debussy và Georges Bizet.

## Cuộc đời và sự nghiệp

### Xuất thân và thời thơ ấu

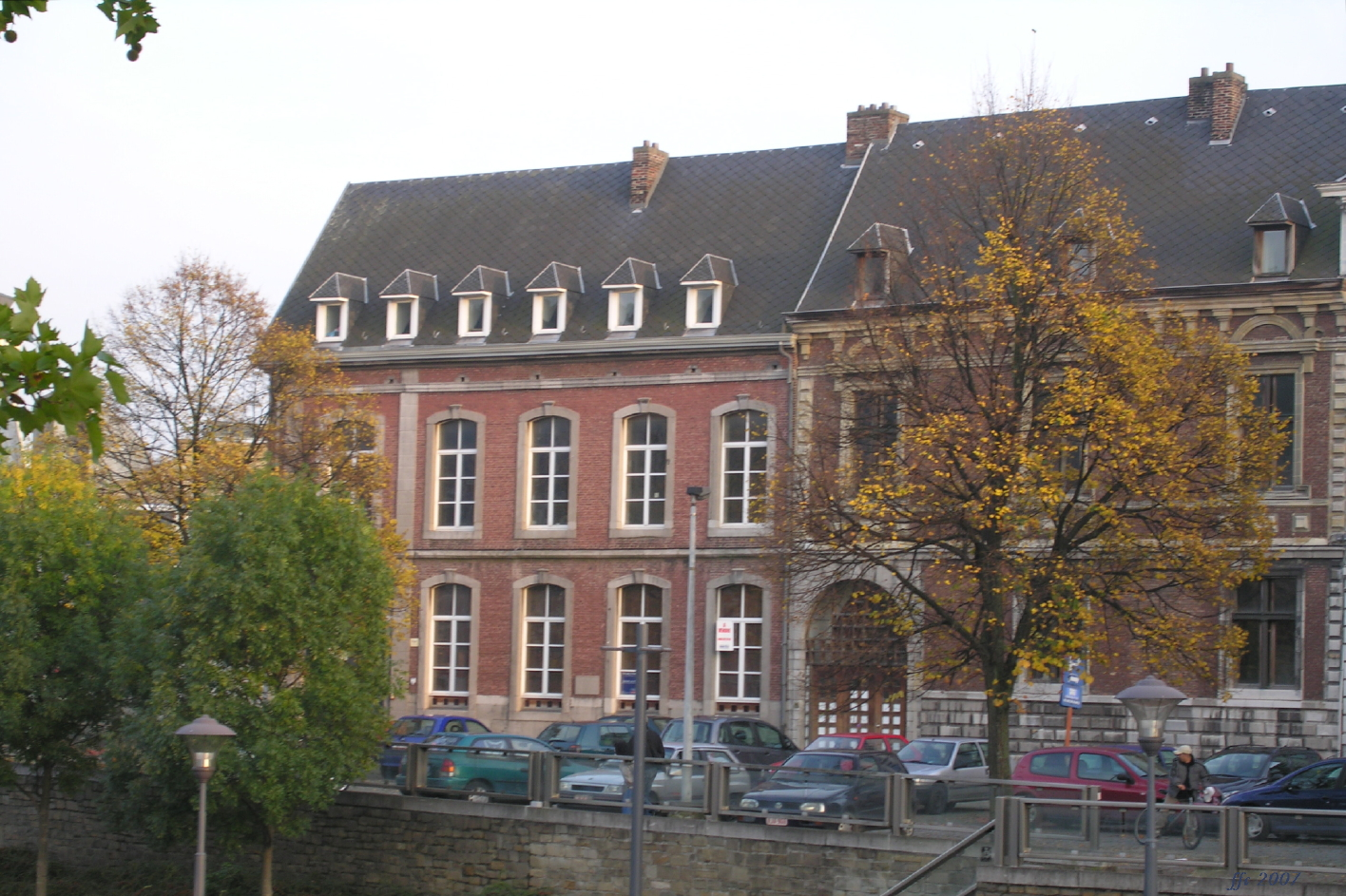
Ngôi nhà mà Franck được sinh ra

César Franck sinh ra tại Liège, Vương quốc Bỉ vào ngày 10 tháng 12 năm 1822. Nguồn gốc văn hóa của ông là một vấn đề được bàn tán nhiều. Bởi Liège là một vùng đất thuộc Wallonie. Lúc đầu thì Wallonie thuộc Pháp, sau đó nó trở về Bỉ. Không chỉ có vậy, mẹ của Franck là người gốc Đức, trong khi cha của Franck lại đến từ Gemmenich là một vùng đất của Bỉ nằm gần biên giới với Đức.
Có một điều may mắn và nhiều điều không may mắn cho cậu bé César Franck. Điều may mắn đó là cậu là một thần đồng âm nhạc, những điều không may mắn đó là việc cậu sống trong một gia đình có cả cha lẫn mẹ đều là những người vô trách nhiệm nhưng lại có nhiều tham vọng, là việc cậu sống trong một thời kỳ mà thần đồng là những người được sùng bái mà sự sùng bái này đi liền với việc các thần đồng bị khai thác quá mức. Chính tất cả những điều này đã khiến cho Franck không có một sự thành thục sớm trong sáng tác, bởi nó kéo dài hết cả thời thơ ấu lẫn thời thanh niên của Fracnk.
Vào năm 1830, cha của Franck đăng ký cho cậu vào Nhạc viện Liège. Nơi đây, cậu bé Franck nhận nhiều giải thưởng về xướng âm vào năm 1832 và piano vào năm 1834. Trong các năm 1833-1835, Franck học hòa âm với Dassoigne. Được khuyến khích bởi những thành công của con trai, cha của Franck đã tổ chức các buổi hòa nhạc ở Liège, Brussels và Aachen.
Năm 1835, gia đình nhà Franck chuyển đến Paris sinh sống. Lúc này, một rắc rối đã đếnː Franck là người có quốc tịch Bỉ, chính vì vậy Nhạc viện Paris không nhận cậu bé. Đó là lý do vì sao cậu phải mất tới một năm để có thể vào nhạc viện vì chờ người cha làm thủ tục để nhập quốc tịch Pháp. Cuối cùng, vào ngày 4 tháng 10 năm 1837, Franck cũng trúng tuyển vào lớp piano của Pierre-Joseph-Guillaume Zimmermann và lớp đối vị của Aimé Leborne.

### Thời thanh niên[2]
Ngoài ra, Franck còn theo học lớp organ của François Benoist và nhờ lớp này, Franck đã giành được giải nhì vào năm 1841. Tuy có thành công như vậy, Franck đã phải bỏ nhạc viện theo yêu cầu của cha mình vào ngày 22 tháng 4 năm 1842. Điều này khiến cho chàng thanh niên Franc không có cơ hội tham dự Giải thưởng Rome, tuy nhiên nó lại giúp cho chàng trai có thời gian để luyện tập chơi piano. Gia đình nhà Franck đã trở về quê hương Bỉ. Sau đó, Franck tập trung vào công việc sáng tác.
Trở về Bỉ, do không tìm thấy lợi ích nào, nhà Franck lại đến Paris vào năm 1844. Sự xuống dốc sự nghiệp biểu diễn đã khiến cho Franck càng khiến người cha thêm thất vọng nhiều hơn. Ít lâu sau đó, Franck thoát khỏi sự quản thúc của gia đình.
Để có thể kiếm sống, Franck đi giảng dạy tại các trường công và các trường tôn giáo. Ông đã trở thành một người chơi organ trong Nhà thờ Notre-Dame-de-Lorette trong các năm 1847 đến 1851. Trong khoảng thời gian đó, ông luôn ở nhà của vợ chưa cưới là bà Félicité Saillot Desmousseaux. Hai người kết hôn vào ngày 22 tháng 2 năm 1848. Tuy cha của Franck kịch liệt phản đối cuộc hôn nhân này, nhưng ông cũng đến tham dự bằng việc ngồi sau tấm ngăn lò sưởi. 

### Khi trưởng thành[2]
Vào năm 1853, Franck trở thành nghệ sĩ organ tại Nhà thờ Saint-Jean-Saint-François du Marais. Cây đàn này do Aristide Cavaillé-Coll và Franck gắn bó với hãng làm đàn của ông này với tư cách là "đại diện về mặt nghệ thuật". Nhận cảm hứng từ Jacques-Nicolas Lemmens, Franck quyết tâm phát triển thêm những kỹ thuật chơi organ.
Một thời kỳ sự nghiệp âm nhạc mới lại bắt đầu với Franck. Năm 1858, ông tham gia một cuộc thi mà có nhiều nhà soạn nhạc tham dự. Năm 1859, ông là nghệ sĩ organ của Nhà thờ Saint Clotilde Basilica. Và ông gắn bó với nơi này cho đến cuối đời.
Vào năm 1871, trước sự ngạc nhiên của mọi người, Franck được bổ nhiệm giáo sư môn organ tại Nhạc viện Paris thay cho Benoist. Năm sau, ông đã có lớp dạy chính thức..
Năm 1874 là thời điểm đánh dấu khoảng thời gian sáng tác mãnh liệt của Franck.
Năm 1885, ông được trao Huân chương Bắc Đẩu Bội tinh và một năm sau đó, ông trở thành chủ tịch của Hội âm nhạc quốc gia.

### Qua đời[2]

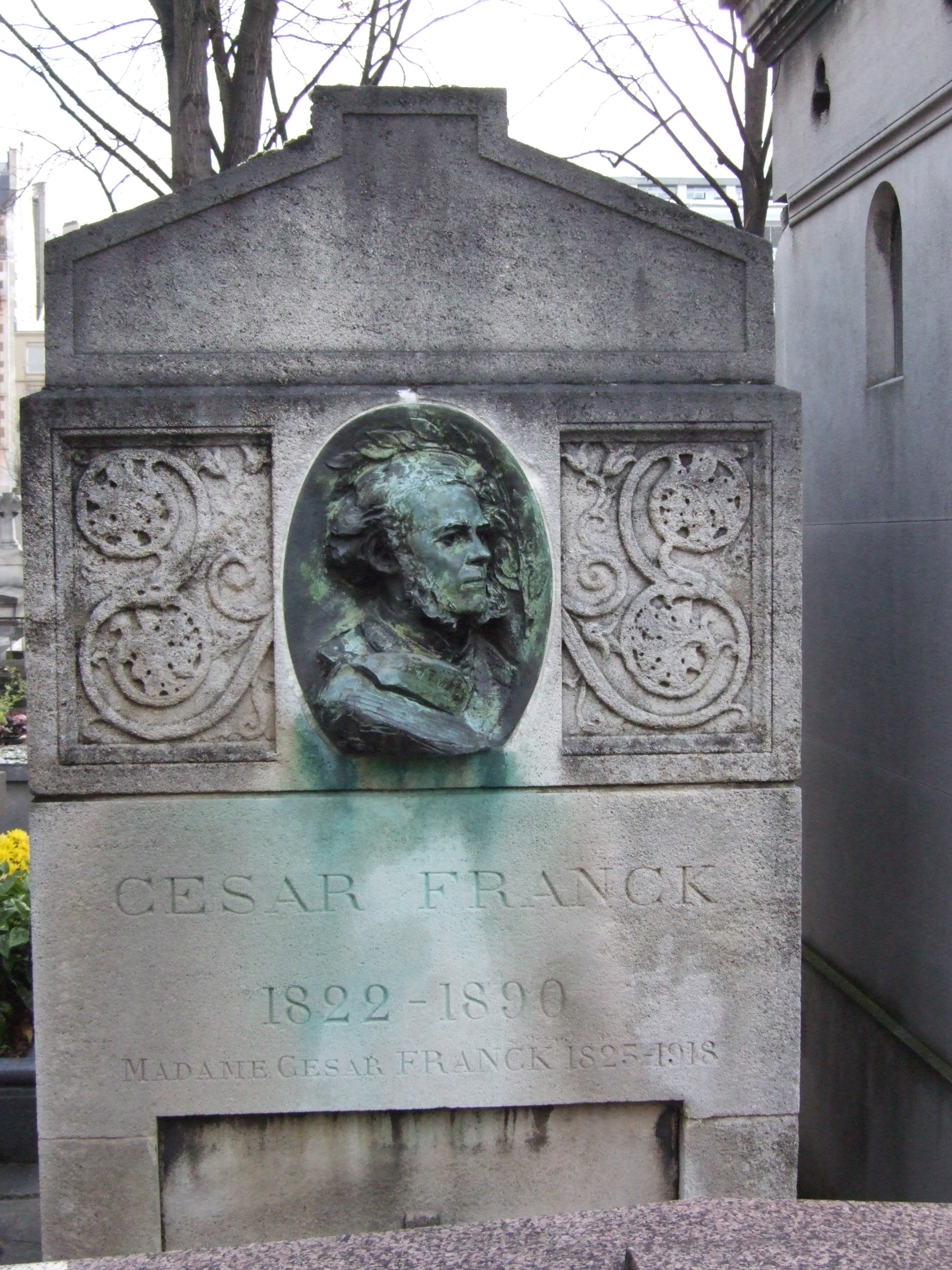
Ngôi mộ của Franck

Năm 1890, Franck là nạn nhân của một vụ tai nạn giao thông nghiêm trọng. Du đã cố gắng trụ vững để tiếp tục sáng tác, ông không tránh khỏi di chứng của vụ tai nạn là viêm màng phổi. Ông trút hơi thở cuối cùng vào ngày 8 tháng 10 năm 1890. Tang lễ của Franck được cử hành một cách khiêm tốn. Bên chính quyền địa phương thì không một ai tới viếng, còn bên Nhạc viện Paris thì có Léo Delibes đến thăm. Có rất nhiều nhà soạn nhạc danh tiếng đến lễ tang như Gabriel Fauré, Alfred Bruneau, Charles-Marie Widor, Édouard Lalo, Henri Duparc, Vincent d'Indy, Ernest Chausson, Guillaume Lekeu, Paul Dukas, Louis Vierne, Alexandre Guilmant và Emmanuel Chabrier, trong đó Chabrier là người đọc điếu văn. Franck được chôn cất tại nghĩa trang Montparnasse ở Paris.

## Phong cách sáng tác
Các sáng tác của César Franck đã kết hợp xuất sắc tính xúc động lãng mạn, chất ngẫu hứng vỡi những truyền thống và quy chuẩn về mặt cấu trúc của chủ nghĩa cổ điển cũng như phong cách về phong cách về phức điệu của những nhà soạn nhạc bậc thầy đi trước. Âm nhạc của Franck trở tình, cao cả, có cảm xúc chân thành, có quan hệ hữu cơ với những khuynh hướng mới.
Nhiều tắc phẩm của Franck áp dụng cái gọi là thể thức chu kỳ, một bút pháp để đạt được sự thống nhất giữa một số chương trong tất cả các chủ đề của tác phẩm được sinh ra từ một motif ban đầu. Các chủ đề chính của tác phẩm tương quan với nhau và được tóm tắt vào chương cuối nếu viết theo phong cách đó.
Âm nhạc của Franck thường phức tạp về đối âm, sử dụng nguyên mẫu hòa âm phổ biến vào cuối thời kỳ âm nhạc Lãng mạn, thể hiện sự ảnh hưởng lớn của Franz Liszt và Richard Wagner. Franck đã thể hiện tài năng trong việc chuyển điệu thức một cách thường xuyên và duyên dáng, những người học trò của Franck đã kể rằng từ mà ông nhắc đến nhiều nhất đó là chuyển điệu. Phong cách chuyển điệu và bút pháp đặc ngữ trong việc chuyển điệu là điều dễ nhận thấy nhất ở Franck.
Nhiều tác phẩm của Franck nghiêm túc một cách sâu sắc và mang vẻ tôn kính. Cảm xúc trong chúng thường là nông nhiệt, hân hoan, không hề thấy ở chúng sự thư thái.
Franck có ảnh hưởng đáng kể trong âm nhạc. Ông đã tăng cường sức mạnh và làm mới âm nhạc thính phòng. Ông đã phát triển nguyên tắc của thể thức chu kỳ. Chính tính cách của "một người vô cùng khiêm tốn, giản dị, sùng đạo và siêng năng" đã giúp ông có ảnh hưởng đó. Những người nổi bật sử dụng thể thức chu kỳ của Franck là Claude Debussy và Maurice Ravel, tuy nhiên quan niệm của họ không giống Franck nữa.
Ngoài ra, mọi người cũng đánh giá cao Franck ở việc trình diễn, đặc biệt là với organ. Ông được đánh giá là nghệ sĩ organ xuất sắc nhất chỉ sau Johann Sebastian Bach.

## Các tác phẩm chính
César Franck có để lại các vở opera Hulda (1882-1885), Ghisèle (1889-1890); các bản oratorio, đáng chú ý có Ruth (1846), Tháp Babel (1865), Chuộc lỗi (1871), Rebacca (1881); các tác phẩm cho dàn nhạc giao hưởng như Người thợ săn bị nguyển rủa (1882), Những biến tấu giao hưởng (có cho cả piano, 1885); những tác phẩm thính phòng; những tác phẩm cho piano và các bản romance.

## Tham khảɒ
- Boyden, Matthew; Buckley, Jonathan (1994). Classical Music on CD-The Rough Guide. London: Rough Guides. ISBN 1-85828-113-X.
- d'Indy, Vincent (1910). César Franck; a Translation from the French of Vincent d'Indy: with an Introduction by Rosa Newmarch. London: John Lane, Bodley Head. Reprinted 1965 NY: Dover. ISBN 0-486-21317-X.
- Davies, Laurence (1970). César Franck and His Circle. Boston: Houghton Mifflin.
- Davis, Elizabeth (ed.) (1997). A Basic Music Library- Essential Scores and Sound Recordings. Chicago: American Library Association. ISBN 0-8389-3461-7. {{Chú thích sách}}: |first= có tên chung (trợ giúp)
- "Franck, César." Norton/Grove Concise Encyclopedia of Music. (Pub. in UK as Grove Concise Dictionary of Music.). New York: Norton, 1988.
- Ober, William B. (1970). "De Mortibus Musicorum: Some cases drawn from a pathologist's notebook." Stereo Review, vol. 25 no. 5 (November 1970).
- Smith, Rollin (1997). Playing the Organ Works of César Franck. Series: The Complete Organ No. 1. Hillsdale, NY: Pendragon Press ISBN 0-945193-79-3.
- ——— (2002). Toward an Authentic Interpretation of the Organ Works of César Franck. Second edition, revised and expanded. Series: The Complete Organ No. 6; Juilliard Performance Guide No. 1. Hillsdale, NY: Pendragon Press. ISBN 978-1-57647-076-3.
- Stove, R. J. (2012). César Franck: His Life and Times. Lanham, Maryland: Scarecrow Press. ISBN 978-0-8108-8207-2.
- Vallas, Léon (1951). César Franck. Trans. Hubert J. Foss. New York: Oxford University Press. Trans. of La véritable histoire de César Franck (1949)